# Arquitectura neocolonial española

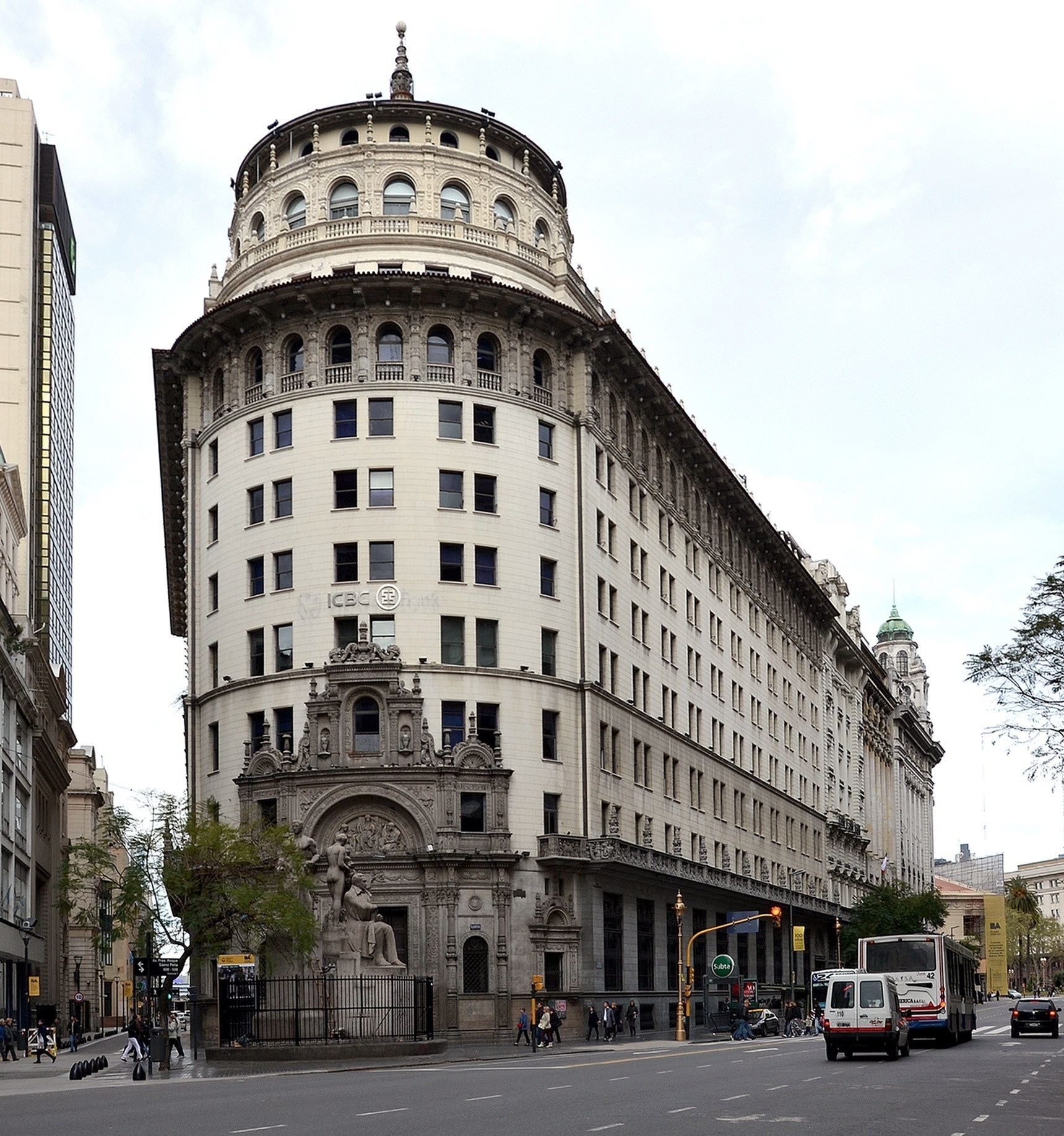
Edificio First National Bank of Boston (1924), Buenos Aires, Argentina.

La arquitectura neocolonial española o arquitectura neovirreinal es el estilo arquitectónico renovado que tiende a surgir en áreas geográficas del mundo que fueron parte del Imperio español.
Si bien, un estilo reconocido como tal fue el Spanish Colonial Revival architecture estadounidense surgido a inicios del siglo XX, cada región tiene su estilo el cual no se ve afectado cuando se trata de un estilo virreinal local renovado.
La arquitectura neovirreinal española aparece subdividida en diferentes estilos, no siempre claramente, como el estilo Misión, neocolonial de California y neocolonial de México.

## Desarrollo del estilo en América

### Argentina

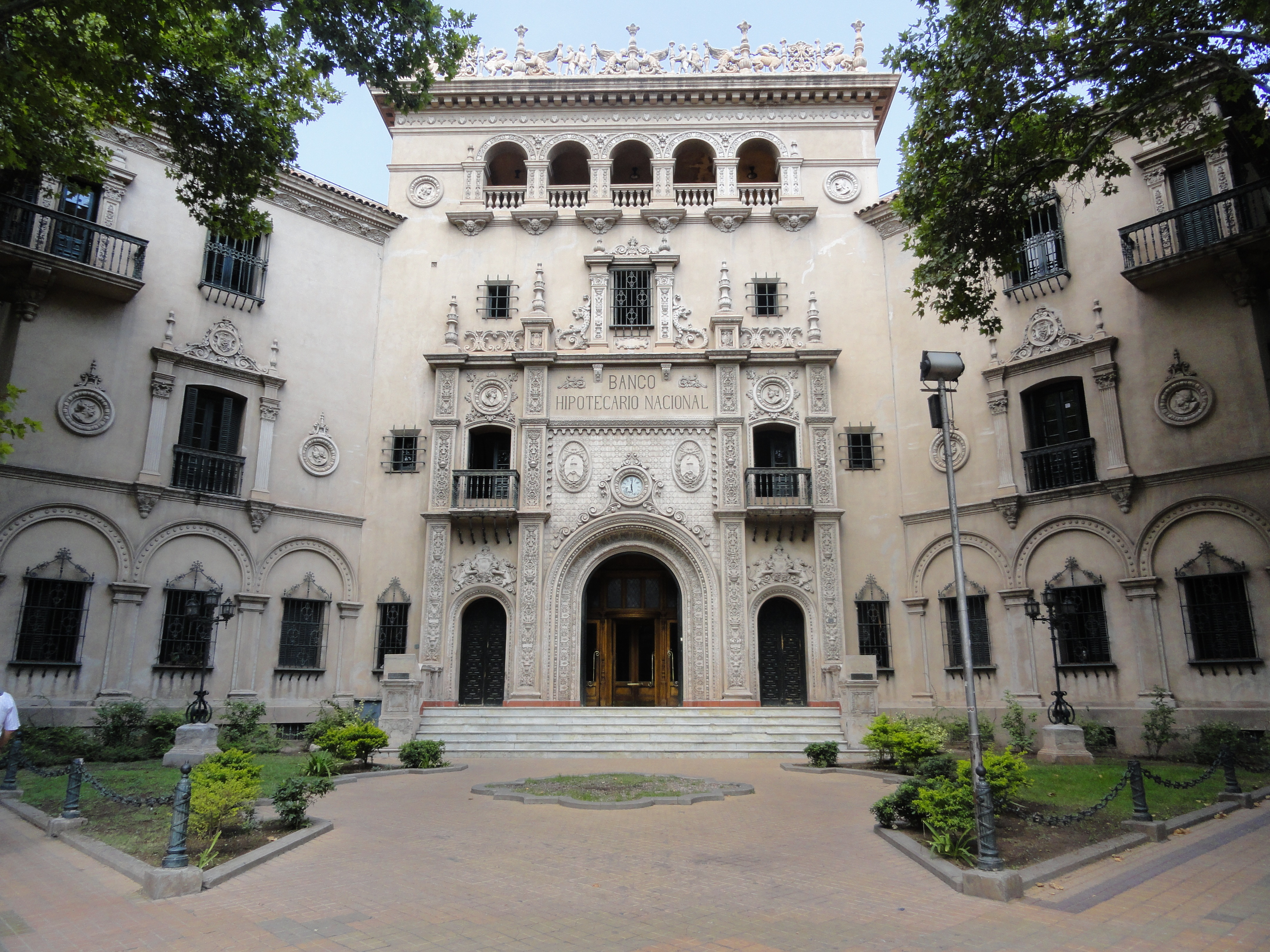
Exsede Banco Hipotecario, hoy Secretaría de Cultura de la Provincia de Mendoza, Argentina (1929).

En la Argentina, el surgimiento de la arquitectura neocolonial se vio impulsado por los festejos del Centenario de la Revolución de Mayo en 1810. Luego del período de gobierno de la Generación del 80, que buscó despegar a la Argentina de sus orígenes hispánicos, copiando la moda y la arquitectura de Francia, se dio un movimiento reaccionario que buscó sus raíces en el arte del período colonial. El gobierno nacional había basado su economía en una relación bilateral con Inglaterra, y el país había recibido oleadas migratorias de miles de europeos que huían de la miseria para establecerse en la América.
Rápidamente, la oligarquía tradicional argentina comenzó a tomar conciencia de la pérdida de identidad que estaba causando esta suma de factores, y reaccionó conservadoramente, mirando con más nostalgia el período anterior a 1880. Comenzó un estudio histórico de las épocas virreinales, y en las artes las figuras fueron los arquitectos: Ángel Guido, Estanislao Pirovano, Johannes Kronfuss, Martín Noel, José Graña y otros.
La arquitectura neovirreinal en la Argentina tuvo una fuerte influencia del barroco español, incluyendo algunos casos de neoplateresco, barroco andino y del barroco novohispano. Tanto las restauraciones históricas de la Casa de Tucumán y el Cabildo de Buenos Aires, como revalorización de dos monumentos históricos que habían sido modificados y semi-demolidos por gobernantes desinteresados; como la creación de edificios modernos adornados con estilo neocolonial, se combinaron con la adopción por parte de la clase media-alta y alta del estilo para adornar sus casas o residencias.
Se destacan dentro de la arquitectura neocolonial argentina la casa matriz del Banco de Boston en Buenos Aires, que exhibe decoraciones neoplaterescas, como la Residencia de Martín Noel (hoy Museo Fernández Blanco, dedicado al arte hispanoamericano) o el Puente Alsina.Otro ejemplar representativo de la arquitectura neocolonial es el Palacio Cabrera (conocido anteriormente como Segundo Hogar José Devoto) cuyas formas sencillas pero imponentes se destacan en la ciudad.

### Chile

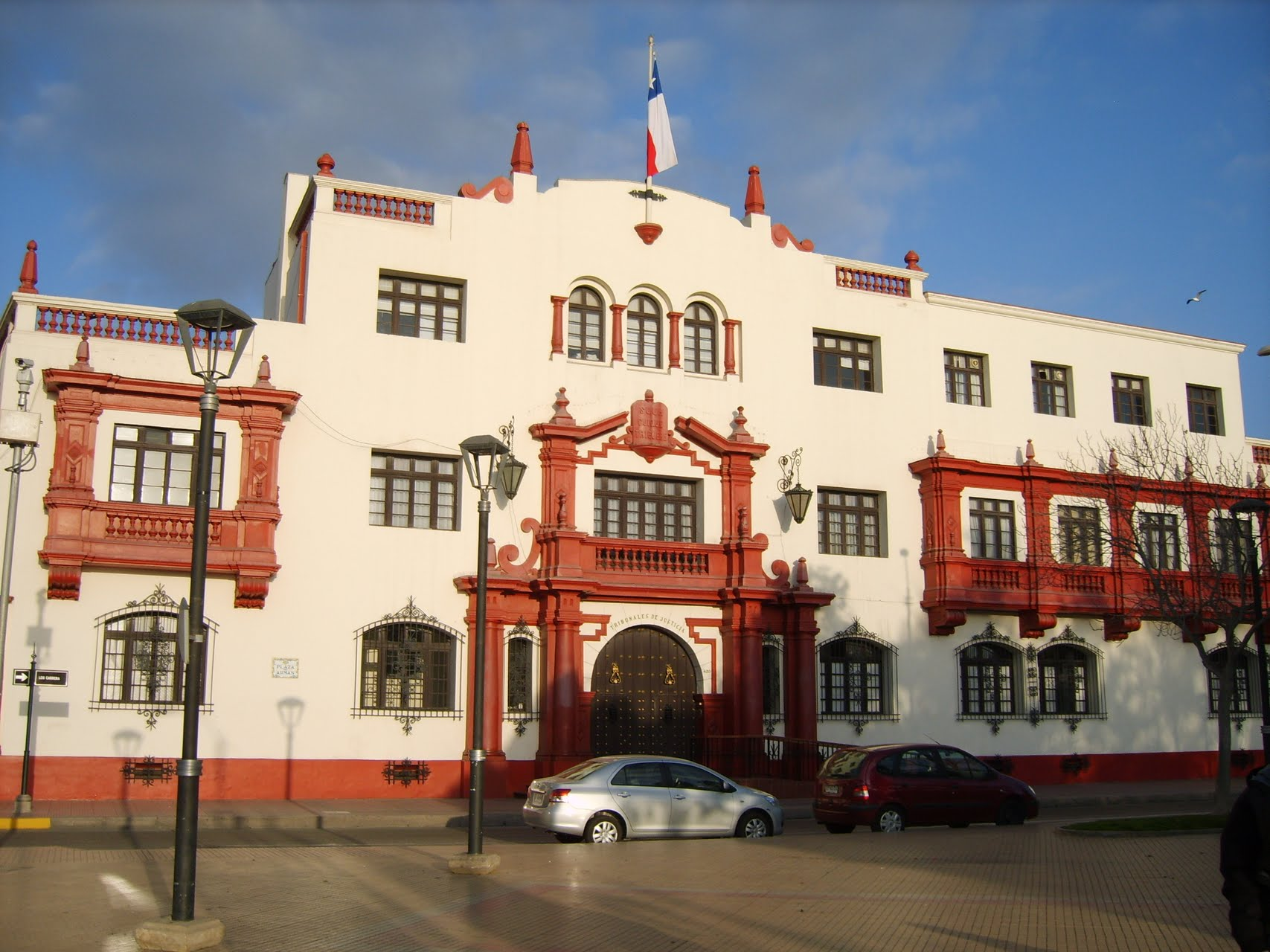
Corte de Apelaciones de La Serena.

El movimiento neocolonial en Chile se forjó dentro de los mismos contextos culturales que desarrollaron el estilo en Argentina, ideales que intentaban rescatar la identidad hispana frente a las tendencias y estilos venidos de la Europa no española. Fue importante para que esto ocurriera el intercambio cultural entre arquitectos, escritores y pintores Chilenos y Argentinos. Entre ellos destacarían varios integrantes del "grupo de los diez" como Pedro Prado, Julio Bertrand, Ortiz de Zarate, Benavides y Manuel Magallanes Moure.
Se pueden encontrar en Santiago, a partir de la segunda década del siglo XX, varias obras representativas de este estilo como la casona Ariztia (calles Miraflores/Monjitas), Banco Hipotecario (calle Huérfanos), la casa Vásquez (actual edificio consistorial de la municipalidad de Macul), la casa de los Diez, etc.
En La Serena este estilo se puede observar desde fines de la segunda década del siglo XX. Entre las obras anteriores al Plan Serena se destacan el edificio de la Caja de Crédito Hipotecario (actual BancoEstado), el edificio de Municipalidad y Corte de Apelaciones, Arzobispado, el Banco Central (actual Banco Santander, frente a la Plaza de Armas), y la estación de Ferrocarriles. Luego dentro de las reformas que se hicieron en el Plan de Fomento y Urbanización de la provincia de Coquimbo (Plan Serena) se tomó este estilo para diseñar la nueva infraestructura, en general de índole educacional. El neocolonial posteriormente se establecería como la estética predominante en la ciudad dejando una profunda huella arquitectónica que la haría distintiva en Chile.

### Estados Unidos
En Estados Unidos fue iniciando con la euforia de la cesión mexicana y el deseo de adquirir un nuevo tipo de cultura que se pudiera objetar que estaba presente en el país. La arquitectura hispano-americana o hispano-estadounidense (en inglés: Spanish Colonial Revival architecture) fue un movimiento arquitectónico que surgió a inicios del siglo XX en este país y que se inspiraba en la arquitectura colonial española, adaptando las formas y detalles hispano-americanos al nuevo siglo
Este estilo estuvo muy influido por la apertura del Canal de Panamá (1914) y por las ganas en el país de conocer el ambiente colonial, unas ganas que había causado el gran éxito de la novela Ramona (1884) de Helen Hunt Jackson, ambientada en la Alta California, y que había sido llevada al cine por D. W. Griffith (Ramona, 1910).
La Exposición Panamá-California de 1915, en San Diego, cuya figura principal fue el arquitecto Bertram Goodhue, contribuyó a difundir el estilo a nivel nacional. Desarrollado principalmente en California y Florida, el estilo gozó de gran popularidad entre 1915 y 1931, y muchos hogares usaron el estilo en nuevos barrios residenciales, reflejo del «American way of life». En 1939, más de un millón de viviendas fueron construidas en el estilo neocolonial o misión en el sur del estado de California. 

#### Estilo neomediterráneo

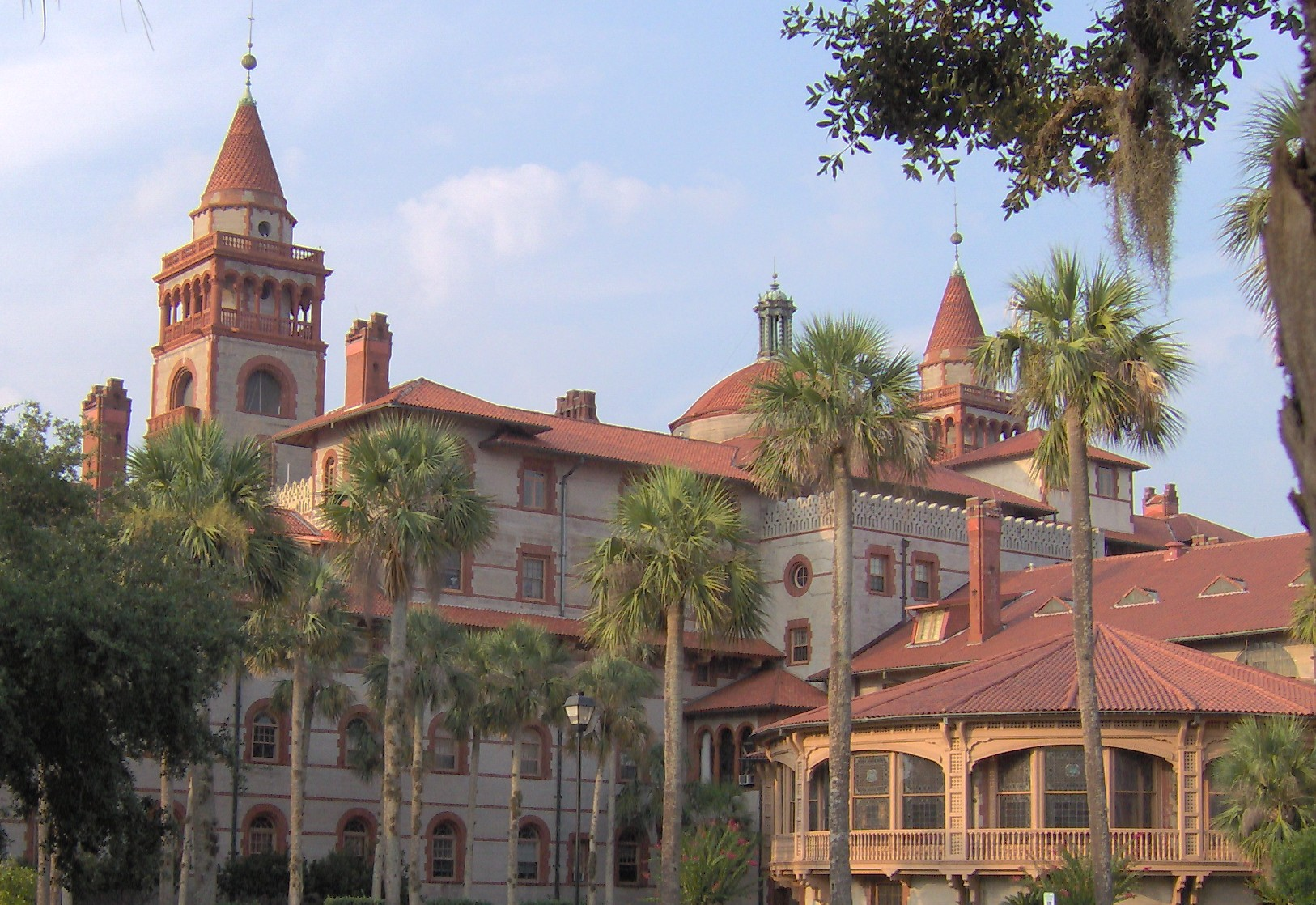
El Hotel Ponce de León (San Agustín, Florida) hoy.

En 1885, el diseño de muchos edificios del campus de la Universidad de Stanford fue concebido para combinar las formas de la cultura local con la misiones religiosas de los estados del sur del país, como California, Nuevo México y Florida. 
Los antecedentes del estilo neocolonial español se pueden remontar a la arquitectura neomediterránea. En la década de 1880 en Florida, en la zona de San Agustín, tres arquitectos del noreste —los neoyorquinos John Carrère y Thomas Hastings de Carrère and Hastings y el bostoniano Franklin W. Smith— estaban diseñando grandes hoteles de lujo en los estilos neomediterráneo y neocolonial español, elaboradamente detallados. Con la inauguración de los hoteles Ponce de León (Carrère y Hastings, 1882), Alcázar (Carrère y Hastings, 1887) y Casa Monica (más adelante Hotel Cordova, Franklin W. Smith, 1888) miles de visitantes invernales llegados al «Estado Soleado» (the Sunshine State) comenzaron a experimentar el encanto y el romanticismo de la arquitectura de influencia española. Estos tres hoteles se vieron influidos no solo por los centenarios edificios que sobrevivían de construcción española en San Agustín, sino también por la The Old City House, construida en 1873 y todavía en pie, un excelente ejemplo de la temprana arquitectura neocolonial española.

#### Estilo Misión

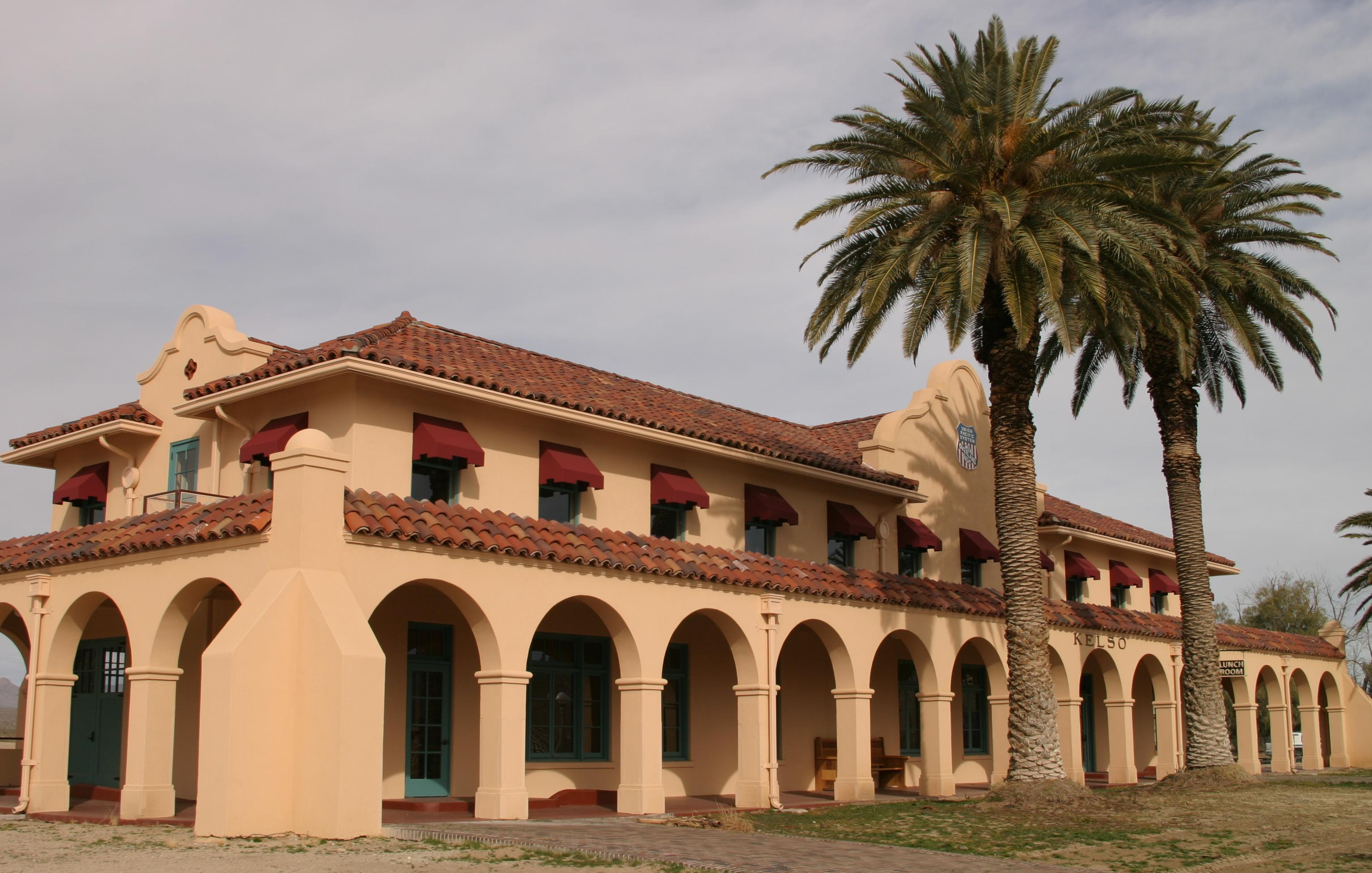
Kelso Hotel and Depot, desierto de Mojave, California (1923).

Las posibilidades del estilo neocolonial español ya habían atraído la atención de los arquitectos que habían asistido a las exposiciones internacionales de finales del siglo XIX y principios del XX. Por ejemplo, el Pabellón de California de la Exposición Mundial Colombina de Chicago de 1893, en estuco blanco, o el Mission Inn y la Electric Tower, en la Exposición Panamericana de Búfalo en 1900 ya dieron muestra del potencial del estilo neovirreinal español. Estos edificios también integraron eclécticamente pórticos, frontones y columnatas, influenciados además por el neoclasicismo Beaux Arts.
En los primeros años de la década de 1910, los arquitectos de Florida ya comenzaron a diseñar con el estilo neovirreinal español. El Farmer's Bank de Frederick H. Trimble en Vero Beach, terminado en 1914, es un temprano ejemplo plenamente maduro del estilo. La nueva ciudad de St. Cloud, Florida, abrazó el estilo tanto para la construcción de las residencias particulares como de las edificaciones comerciales y aun tiene una buena colección de sutiles edificios de estuco con reminiscencias del México español. Muchos de esos edificios fueron diseñados por las arquitectas y socias Ida Annah Ryan e Isabel Roberts.

#### California
Donde se diseñaron y construyeron más edificaciones en estilo neovirreinal español fue en especial en California, sobre todo en las ciudades costeras. En 1915, la Exposición Panamá-California que se celebró en San Diego, con los arquitectos Bertram Goodhue y Carleton Winslow Sr. como principales proyectistas, popularizó el estilo en el estado y la nación, siendo el ejemplo más destacado el California Quadrangle, construido como la gran entrada a la exposición.
A principios de la década de 1920, la arquitecta Lilian Jeannette Rice diseñó en el estilo el desarrollo de la ciudad de Rancho Santa Fe, en el condado de San Diego. La ciudad de Santa Bárbara también adoptó el estilo para darle un carácter español unificado después de la destrucción generalizada que había causado el terremoto de 1925. Los juzgados del condado de Santa Bárbara son un buen ejemplo del estilo. El promotor inmobiliario Ole Hanson también favoreció el estilo neovirreinal español en la fundación y desarrollo de San Clemente en 1928.
Las sedes de los Ayuntamientos de Pasadena y Beverly Hills son destacados y logrados ejemplos de aplicación a la arquitectura civil en California.

### México

Normal de Guanajuato

El estilo cerró el círculo al llegar hasta su punto de inspiración geográfica en la década de 1930. Las nuevas casas unifamiliares que se construyeron en los entonces nuevos barrios de lujo de la Ciudad de México, en lo que se conoce en México como el estilo "colonial de California", eran una reinterpretación mexicana de la interpretación del neocolonial español. Muchas casas de este estilo todavía se pueden ver en las áreas de la Ciudad de México de Colonia Nápoles, Condesa, Polanco y Lomas de Chapultepec.

## Desarrollo del estilo en Asia y Oceanía

### Australia

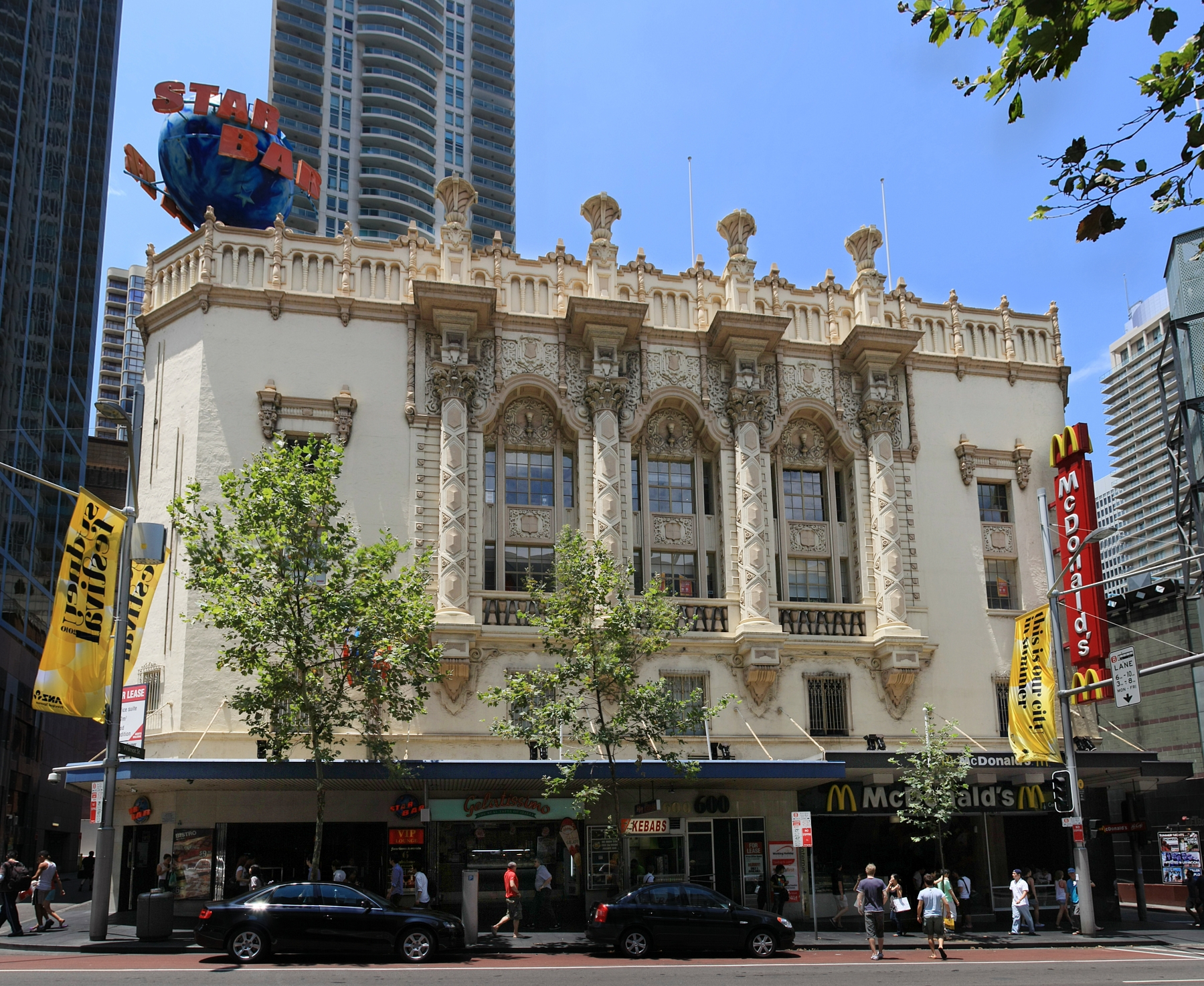
Teatro Plaza en Sídney, Australia

Influyentes arquitectos australianos, como Emil Sodersten y el profesor Leslie Wilkinson, llevaron el estilo de vuelta a su país en viajes procedentes de Italia y España a principios del siglo XX, convencidos de que los estilos mediterráneos serían muy adecuados para el clima y estilo de vida de Australia. Si bien este estilo ya no es una renovación de un estilo colonial local, este tipo de neovirreinal español viene siendo arquitectura española renovada. El estilo mediterráneo se hizo popular en los años 1920 y 1930 en varios lugares, como los suburbios de Sídney Manly y Bondi. Una variante, conocida como Misión español (Spanish Mission) o Hollywood español (Hollywood Spanish), se volvió popular cuando los australianos veían películas y leían en revistas acerca de las mansiones lujosas de ese estilo que tenían las estrellas de Hollywood. Las casas estilo misión española comenzaron a aparecer en los suburbios más ricos, siendo los más famosos Boomerang, en Elizabeth Bay.
El Teatro Plaza en Sídney es una celebrada sala de cine en el estilo.

### Filipinas
Territorio español durante más de 300 años, y en su mayor parte administrada bajo el Virreinato de Nueva España (México), Filipinas recibió en su arquitectura influencias desde España e Iberoamérica. En el momento en que los Estados Unidos colonizaron las Filipinas bajo los españoles, los estilos Misión y el neocolonial español también llegaron, con inspiraciones llegadas de California. Algunos arquitectos estadounidenses desarrollaron aún más este estilo en Filipinas, siguiendo la herencia española y al mismo tiempo modernizando los edificios con comodidades al estilo estadounidense.
El mejor ejemplo de arquitectura neocolonial española y del estilo misión de California es el famoso Manila Hotel diseñado por William E. Parsons y construido en 1909. Hay ejemplos en todo el país, como la Gota de Leche, el mercado de Paco y miles más, especialmente en las iglesias y catedrales de todo el país. La mayoría de estos edificios se perdieron a causa de los terremotos y muy especialmente durante la Segunda Guerra Mundial, cuando los estadounidenses bombardearon Manila para contrarrestar a los japoneses.

## Elementos de diseño

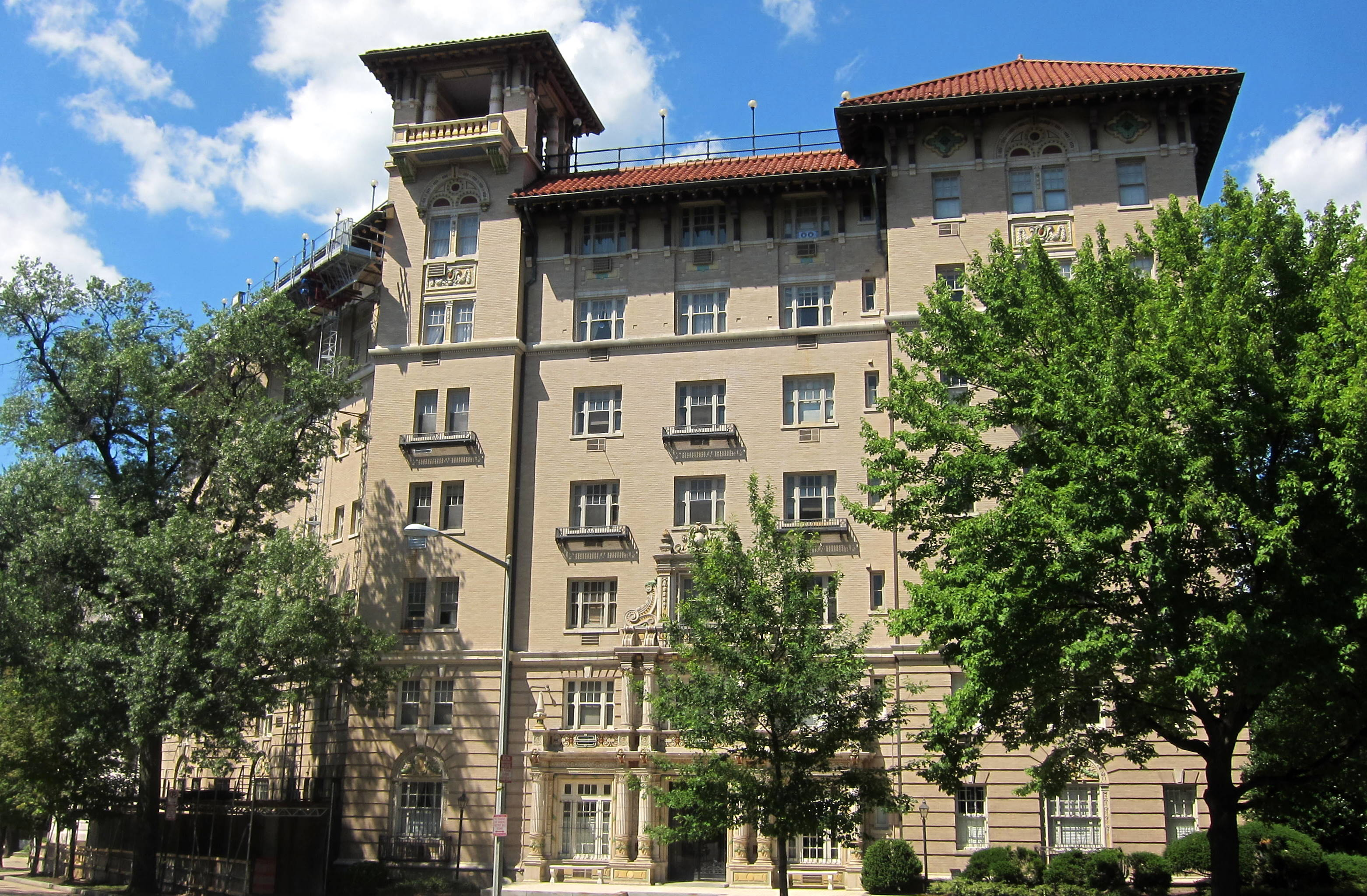
El Woodward Condominium (construido en 1910) en Washington D. C.

La arquitectura neovirreinal español comparte algunos elementos con el anterior estilo Misión, derivado de la arquitectura de las misiones de California, y del estilo neopueblo de las tradicionales tribus Indios pueblo en Nuevo México. Ambos precedentes fueron popularizados en el oeste de Estados Unidos por los almacenes y hoteles de la Fred Harvey Company en la Ferrovía Atchison, Topeka y Santa Fe. El estilo neocolonial español también se vio influido por el estilo American Craftsman y el movimiento Arts and Crafts.
El neovirreinal español se caracteriza por una combinación de detalles de varias épocas del barroco español, del virreinal español, del neoárabe y de la arquitectura churrigueresca en México. El estilo se caracteriza por el uso prodigioso de suaves yesos lisos (estuco) en acabados de paredes y chimeneas, de cubiertas poco inclinadas de tejas de arcilla, de cobertizos o cubiertas planas o de ornamentos fundidos en hormigón o terracota cocida. Otras características habituales son la disposición de pequeños porches o balconadas, arcadas romanas o semicirculares y ventanas de madera, abatibles altas o de guillotina, toldos de lona, y adornos decorativos de hierro.
Las edificaciones tienen las siguientes características:
- plantas rectangulares o en L, con patios interiores o exteriores;
- formas asimétricas con frontones cruzados y alas laterales.
- volumetrías horizontales, predominantemente de una planta;

## Arquitectos notables
Uno de los arquitectos más consumados del estilo fue George Washington Smith que practicó durante la década de 1920 en Santa Bárbara, California. Sus propias residencias El Hogar (1916, alias Casa Dracaena) y Casa del Greco (1920) le llevaron a encargos de la sociedad local en Montecito y Santa Bárbara. Un ejemplo de casa hito que diseñó en la finca Steedman, la Casa del Herrero en Montecito, está ahora registrada como Sitio Histórico y fue restaurada como museo casa-paisaje histórica. Otros ejemplos son la Jackling House y Lobero Theatre también en California.
Los arquitectos Bertram Goodhue y Carleton Winslow hicieron del estilo neocolonial español el estilo regional histórico dominante en California; también influyeron en la arquitectura de Hawái en la década de 1920.
Notables arquitectos que practicaron el estilo fueron:
- En California:

- John Byers
- Elmer Grey
- Reginald Johnson
- William Johnson
- Julia Morgan
- Wallace Neff
- Richard Requa
- Lilian Jeannette Rice
- Lutah Maria Riggs

- En Florida:

- John Elliot
- Maurice Fatio
- Harry Griffin

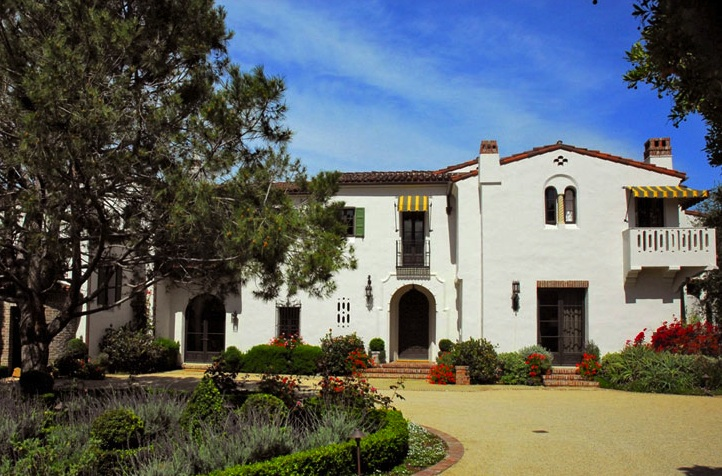
"El Sueño", diseñado por Kevin A. Clark.

- Richard Kiehnel de Kiehnel and Elliott
- Addison Mizner
- Wallace Neff
- Albert Pierce
- James Gamble Rogers II
- Robert Weed
- Marion Wyeth

- En Hawái:

- Louis Davis
- G. Robert Miller
- Socio junior de Bertram Goodhue, Hardie Phillip

- Arquitectos notables actuales en California:

- Kevin A. Clark (Kevin Clark)
- Marc Appleton
- Michael Burch

## Ejemplos de edificios notables

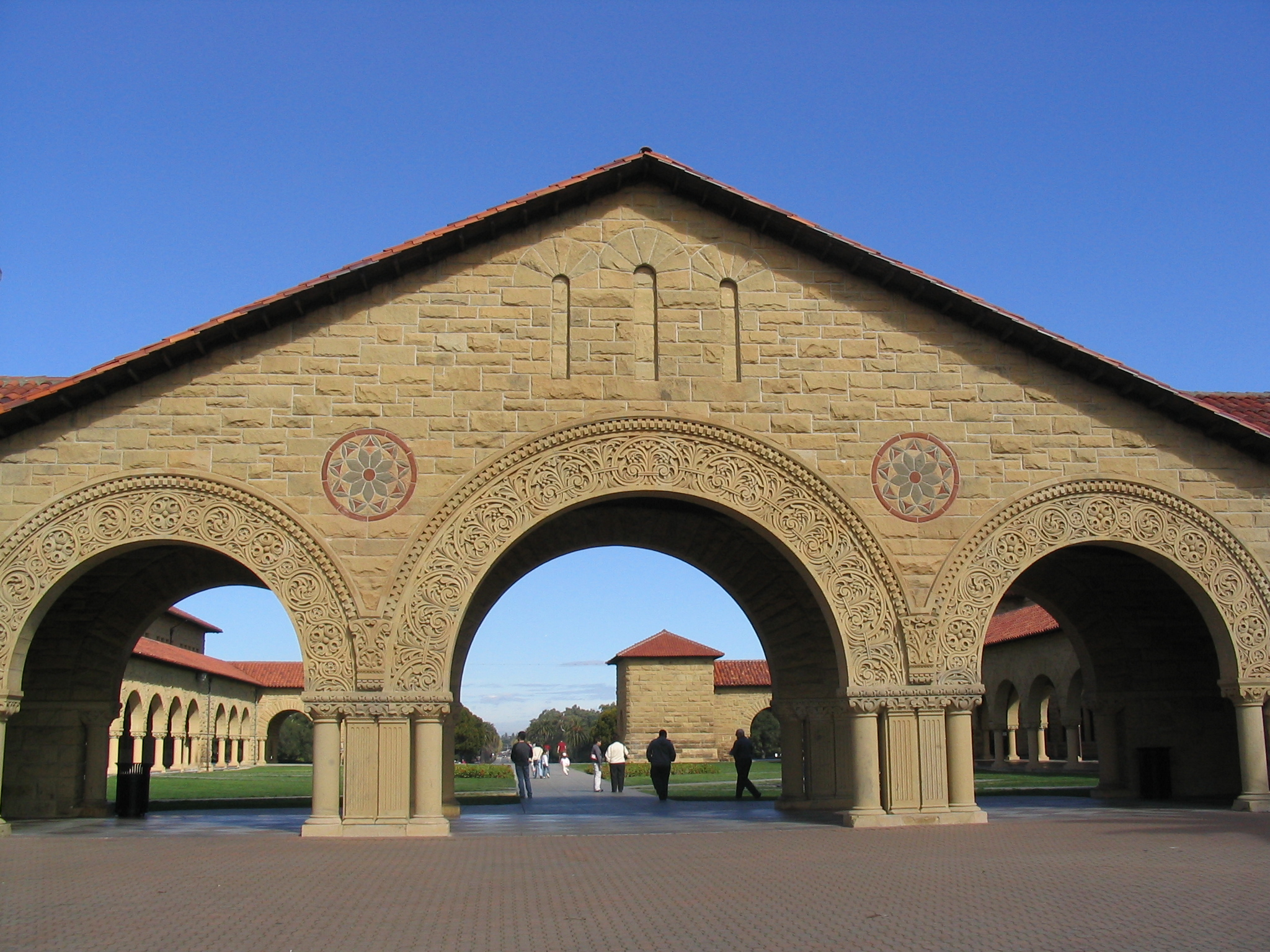
Patio principal de la Universidad de Stanford.

- California Quadrangle y El Prado, en Balboa Park, San Diego (California), obra de Bertram Goodhue, para la  Exposición Panamá-California de 1915.
- Casa del Herrero, Montecito (Calif.), de los arquitectos George Washington Smith y Lutah Maria Riggs, 1926.
- El patio principal y muchos edificios en el campus de la Universidad de Stanford, diseñados por Frederick Law Olmsted, 1886–1891.
- Casa Dracaena (alias El Hogar o Heberton House), George Washington Smith residence n.º 1, 1916. ()
- Juzgados del condado de Santa Bárbara, de William Mooser III, en Santa Bárbara (California), completado en 1929.
- George Fearn House en Mobile (Alabama), completada en 1904.
- Farmer's Bank en Vero Beach (Florida), completada en 1914 ( )
- Adamson House, "Taj Mahal of Tile", de Stiles O. Clements, en Malibú (California), completada en 1930.
- Alice Lynch Residence en Los Ángeles (California), completada en 1922 ()
- Marine Corps Recruit Depot, San Diego (CA), 1917–1930
- Naval Training Center, San Diego, California, completada en 1923 (Edificios 1–26). Otras fases completadas en 1936 (Barracas 27–30, Camp Lawrence), y 1942 (Camp Luce).
- Edificio Quapaw Baths en Bathhouse Row, Hot Springs (Arkansas), completada en 1922.
- Casa de las Campañas en el distrito de Hancock Park , Los Ángeles, completada en 1928 ().
- C.E. Toberman Estate, de Russell & Alspagh, en Hollywood (California), completada en 1924.
- Frank H. Upham House en Altadena (California), completada en 1928 ().
- Azalea Court Apartments en Mobile, Alabama, completados en 1928.
- "La Casa Nueva", Workman y Temple Family Estate, en City of Industry (California), completada en 1927.
- Castillo Serrallés en Ponce, Puerto Rico, completada en los años 1930s.
- Rancho "La Loma de los Vientos" de William S. Hart, del arquitecto Arthur R. Kelly, Newhall (California), completada a principios de la década de los años 1920 ().
- Gaylord Suites  en San Francisco, California, completada en 1928 ().
- Base Aérea de Randolph (varias edificaciones) cerca de San Antonio (Tejas), diseñada en 1929.
- Hollywood, Homewood, Alabama, un desarrollo residencial de 1926 en Homewood (Alabama).
- El Capitan Theatre, Hollywood, completada en 1928.
- "Death Valley Ranch", "Scotty's Castle", un hito en el Parque nacional del Valle de la Muerte, que fue iniciado en 1922 y ha continuado en construcción siguiendo el diseño original esporádicamente hasta 1943.
- Scripps College, de Gordon Kaufmann y Sumner Hunt, en Claremont (California), universidad y campus de mujeres establecido en 1926 por Ellen Browning Scripps.
- Base aérea de Hamilton, en San Francisco Bay Area cerca de Novato (California), completada en 1934.
- Juzgados del Condado de Pima en Tucson (AR), diseñada por Roy Place.
- Monasterio Benedictino en Tucson, Arizona, también diseñada por Roy Place. ()
- Louis P. and Clara K. Best Residence and Auto House, Clausen & Clausen, Davenport (Iowa), construida en 1909.
- Casa Consistorial de Pasadena, de Bakewell and Brown, en Pasadena (California), completada en 1927.
- Thomas Jefferson Hotel en Birmingham (Alabama), abierto en 1929.
- Apartamentos Belvedere en Columbia (Misuri), completada en 1927.
- Piscinas Municipales de El Reno (Oklahoma), completada en 1935.

## Galería de imágenes

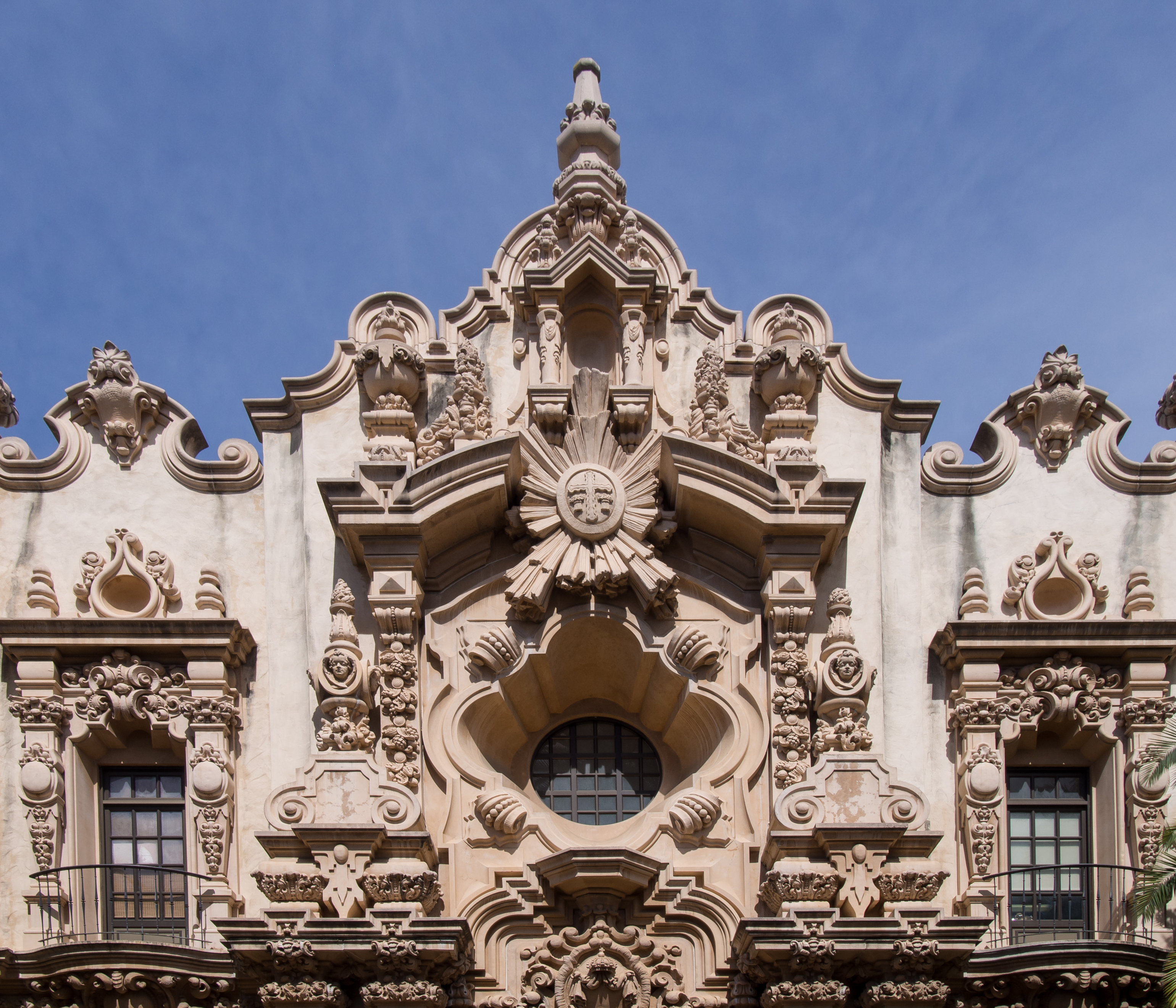
Teatro Casa del Prado y Parque Balboa, San Diego, California (1915).
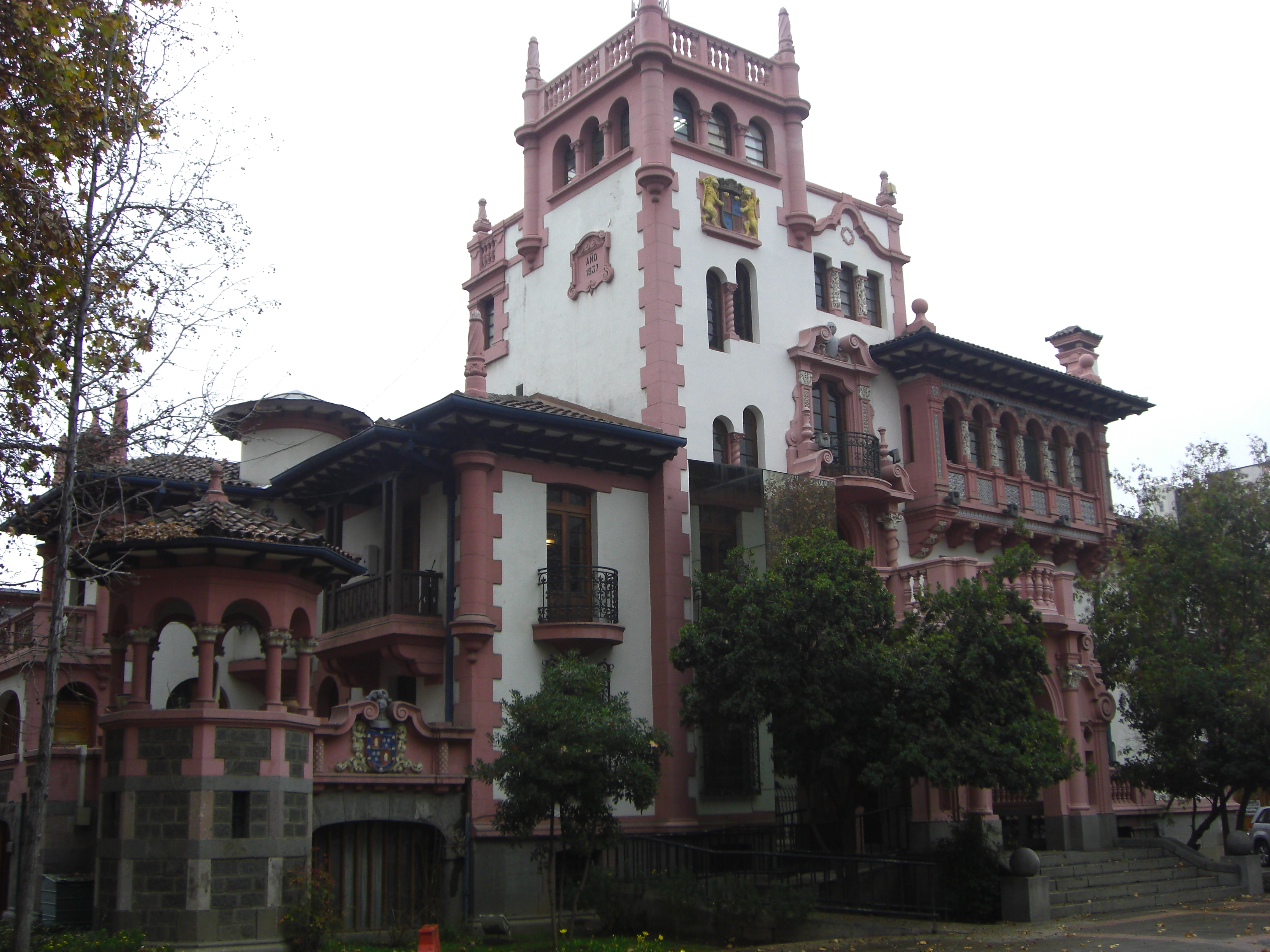
Palacio Vásquez, en Macul, Chile (1931).
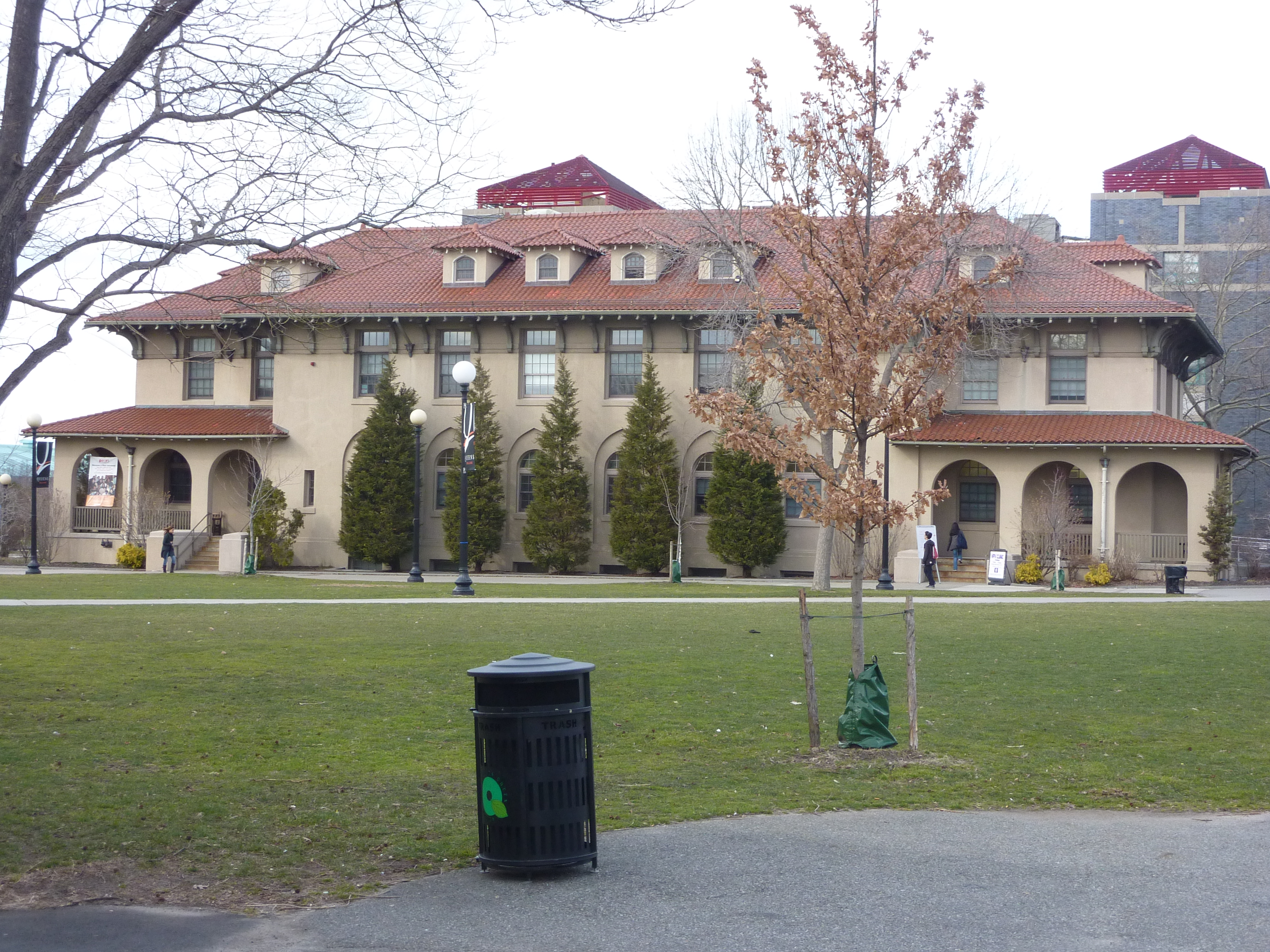
Queens College en Nueva York aún utiliza muchos de sus edificios originales de estilo español, construidos a principios del siglo XX.
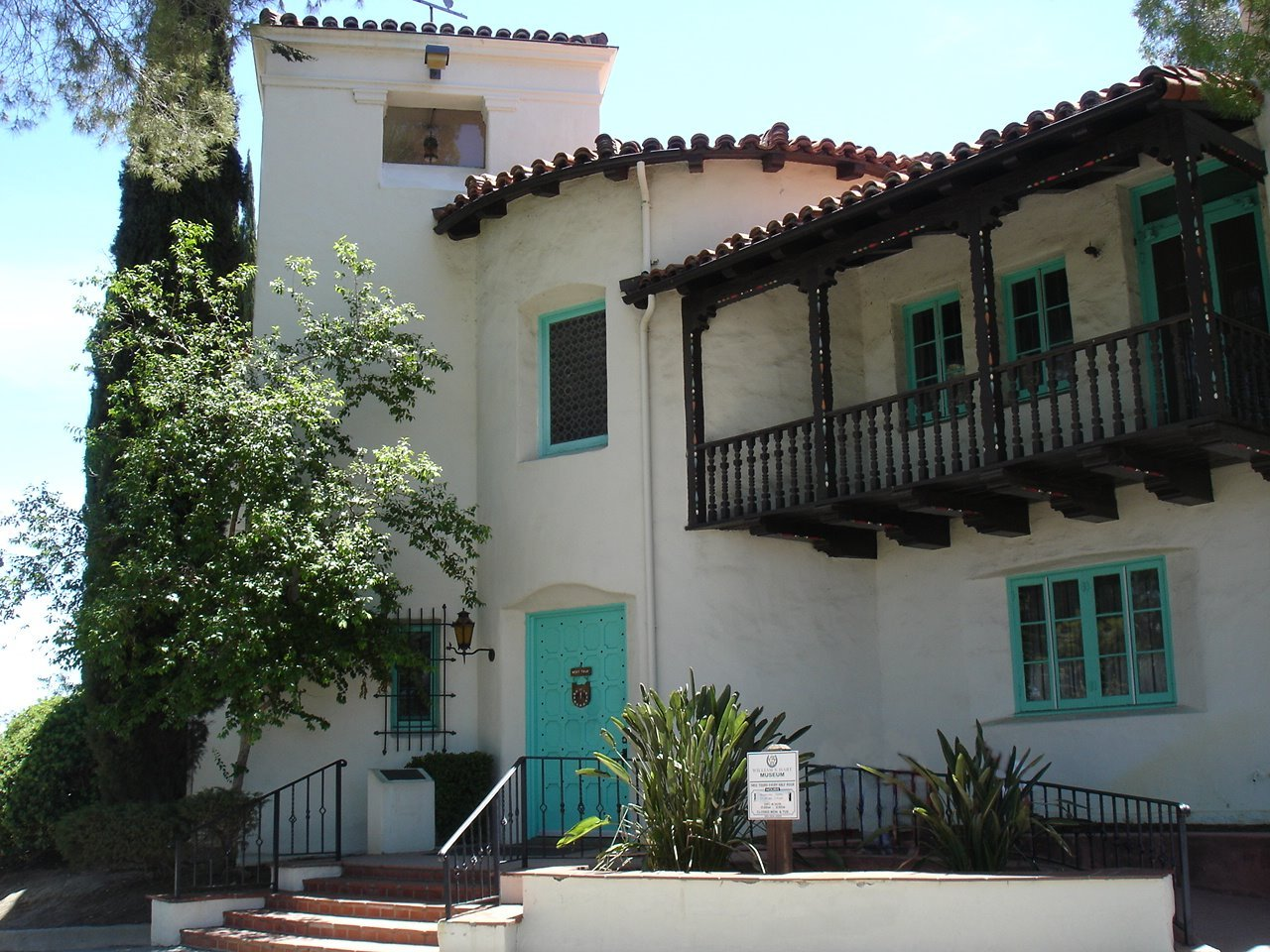
La Loma de los Vientos, en Newhall, California, diseñado por el arquitecto Arthur R. Kelly y erigido entre 1924 y 1928.
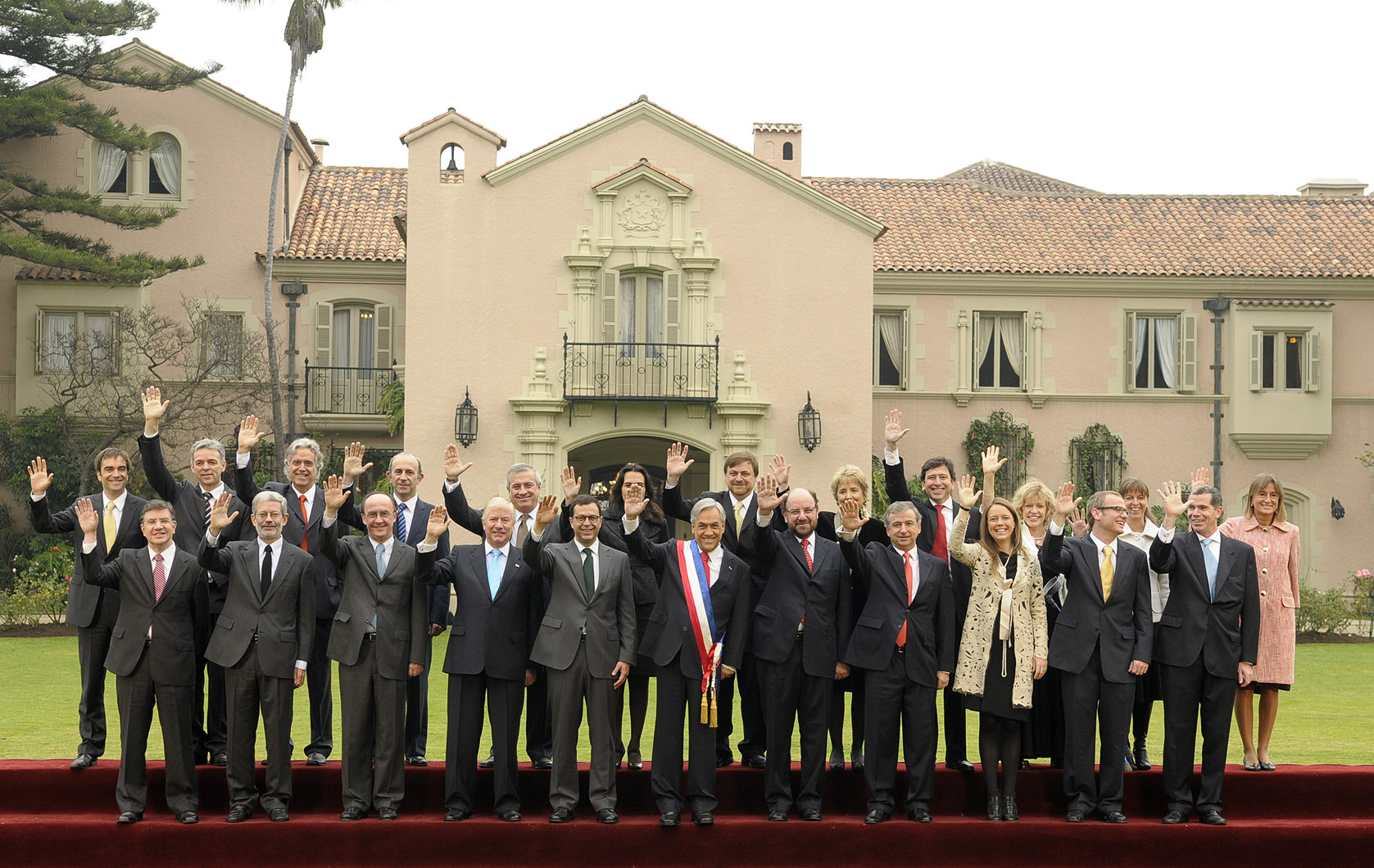
Palacio Presidencial de Cerro Castillo, Viña del Mar, Chile (1930).